# Линёвый (сельское поселение Коммунарский)
Линёвый — поселок в Красноярском районе Самарской области в составе сельского поселения Коммунарский. 

## География
Находится на левом берегу реки Кондурча на расстоянии примерно 28 километров по прямой на север-северо-запад от районного центра села Красный Яр.

## Население
Постоянное население составляло 32 человек (русские 69%) в 2002 году, 29 в 2010 году.